# Peñalba de Santiago
Peñalba de Santiago ist ein nordspanischer Ort mit etwa 20 Einwohnern in der Gemeinde (municipio) von Ponferrada in der Provinz León in der Autonomen Gemeinschaft Kastilien-León. Der Ort wurde im Jahr 1976 als Nationales Kulturgut (Bien de Interés Cultural in der Kategorie Conjunto histórico-artístico) anerkannt.

## Lage
Der Ort Peñalba de Santiago liegt in einer Höhe von etwa 1100 Metern ü. d. M. Die Entfernung nach Ponferrada beträgt etwa 14 Kilometer (Fahrtstrecke) in nördlicher Richtung. Im Süden der Montes de León liegt der Ort Truchas (Fahrtstrecke 46 Kilometer).

## Bevölkerungsentwicklung
| Jahr      | 2000 | 2010 | 2014 |
| Einwohner | 27   | 20   | 16   |

Im 19. Jahrhundert lag die Einwohnerzahl der Gemeinde meist bei etwa 100 Personen. Die meisten Bewohner sind verstorben oder abgewandert, doch haben einige wohlhabende Neusiedler hier ein Ferienhaus oder einen Alterssitz erworben. 

## Wirtschaft
Die Bewohner der Gemeinde leben seit Jahrhunderten hauptsächlich als Selbstversorger von der Landwirtschaft und hier vor allem von der Viehzucht. In den letzten Jahrzehnten des 20. Jahrhunderts ist der Tourismus als Einnahmequelle hinzugekommen; der Ort hat sich herausgeputzt und einige der leerstehenden Häuser werden als Ferienwohnungen (casas rurales) vermietet.

## Geschichte

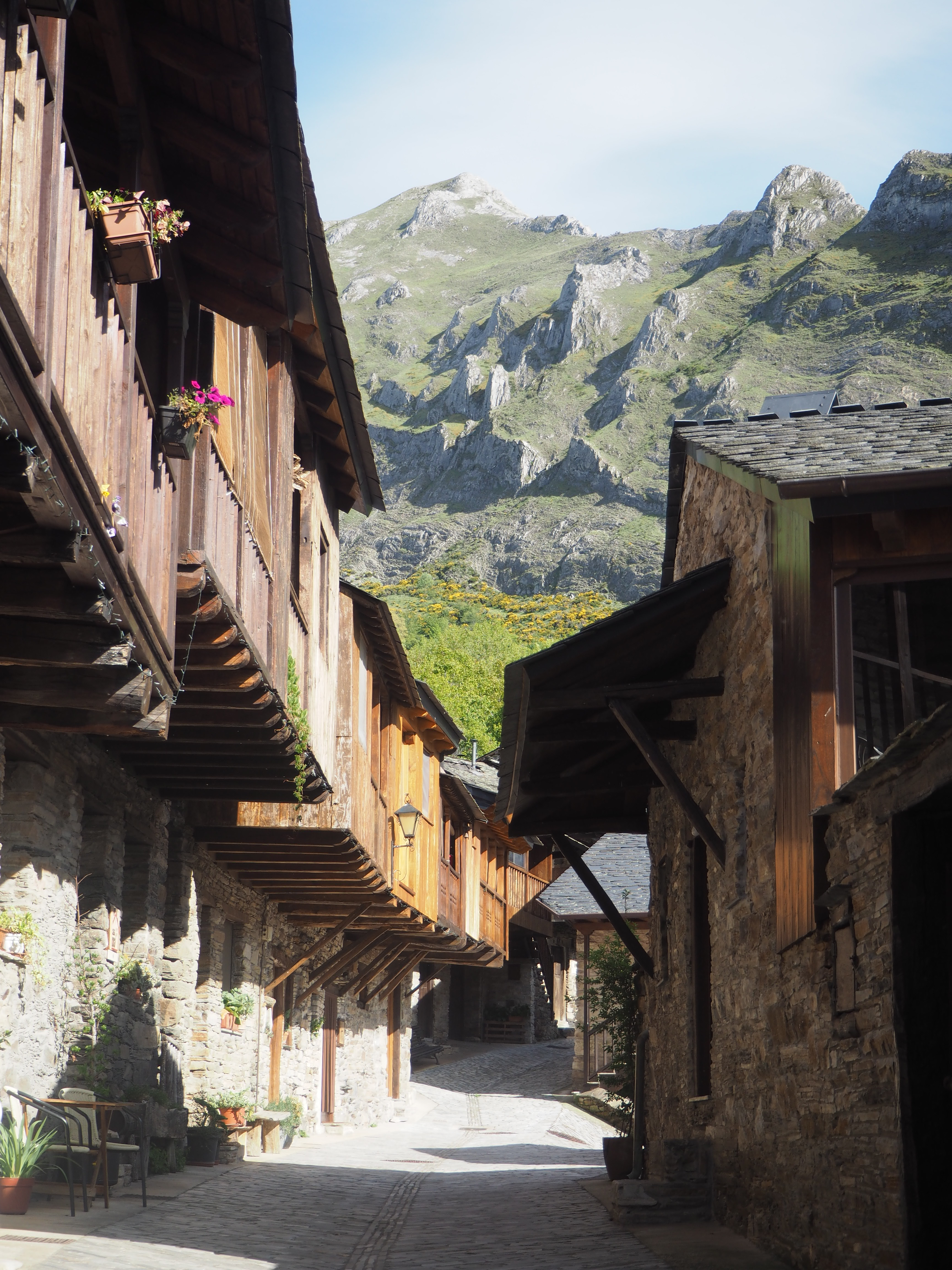
Gasse im Ort

Zur Geschichte des hochgelegenen, jedoch vielleicht schon im 10. Jahrhundert besiedelten Ortes ist nur wenig bekannt; wahrscheinlich beginnt seine Geschichte erst mit der Ansiedlung einer kleinen Mönchsgemeinde aus dem Süden der Iberischen Halbinsel (Mozaraber), die hier eine Kirche mit Anklängen an den Stil ihrer Heimat erbauten.

## Sehenswürdigkeiten
- Der Ort selbst mit seinen – in früheren Zeiten nahezu fensterlosen, aber durch hölzerne Balkone bereicherten – Bruchsteinhäusern ist ein außergewöhnliches Zeugnis der Architektur in den Bergen Leóns.
- Die ebenfalls aus Bruchsteinen errichtete einschiffige Kirche Santiago de Peñalba ist Jakobus d. Ä., dem Schutzpatron der Rückeroberung (reconquista) Spaniens, geweiht. Das von zwei monolithischen Säulen gerahmte und durch eine Mittelsäule zweigeteilte Nordportal sowie die – außen quadratisch ummantelte, im Innern aber halbrunde Apsis – gehören mit ihren Hufeisenbögen zu den kleinen Meisterwerken der spanischen Architektur.